# Belej
Belej je naselje na otoku Cresu. Administrativno, naselje pripada gradu Malom Lošinju.

## Zemljopisni položaj
Nalazi se južno od Vranskog jezera, na nadmorskoj visini od oko 130 metara. Kroz mjesto prolazi cesta Cres - Mali Lošinj.
Najbliža naselja su Stivan (4 km sjeverozapadno) i Ustrine (4 km jugozapadno).

## Stanovništvo
| broj stanovnika | 225   | 226   | 230   | 328   | 334   | 376   | 393   | 437   | 343   | 269   | 197   | 136   | 96    | 72    | 64    | 55    | 40    |
|                 | 1857. | 1869. | 1880. | 1890. | 1900. | 1910. | 1921. | 1931. | 1948. | 1953. | 1961. | 1971. | 1981. | 1991. | 2001. | 2011. | 2021. |

Prema popisu iz 2001. godine, naselje ima 64 stanovnika.